# Иван Хајтл
Иван Хајтл (Осијек, 19. јун 1918 — Нови Сад, 4. мај 2005) био је филмски и позоришни глумац.
Описиван је као одличан тумач карактерних улога и један од најпопуларнијих југословенских комичара, остварио је велики број запажених улога у позоришту (одиграо је преко 150 улога), у многим филмовим, ТВ серијама, радио и ТВ драмама.

## Биографија
Рођен је 19. јуна 1918. у Осијеку, у Аустроугарској. Основну школу и неколико разреда гимназије завршио је у родном месту. Бавио се разним занимањима. Запажен је у аматерском позоришту као ванредно талентован, од 1948. је на пробном ангажману у Народном позоришту, Сомбор, а потом и редовни члан овог позоришта (1950—1958) са прекидом од пола године 1957.. Од 1958. непрекидно је у у Српском народном позоришту у Новом Саду, до пензионисања 1983. године.
Био је члан Савета САП Војводине од 1979. године и члан Удружења драмских уметника Србије.
Преминуо је 4. маја 2005. године, у Новом Саду, Србија.

## Одабране улоге у позоришту
- Николетина, Бранко Ћопић-М. Дедић, „Доживљаји Николетине Бурсаћа";
- Шпира Грабић, Коста Трифковић, „Избирачица";
- Кајгана, Николај Гогољ, „Женидба";
- Каска, Вилијам Шекспир, „Јулије Цезар";
- Браун, Бертолд Брехт, „Просјачка опера";
- поп Спира, Стеван Сремац-Б. Чиплић, „Поп Ћира и поп Спира";
- Фалстаф, Вилијам Шекспир, „Веселе жене виндзорске";
- Митар, Јован Стерија Поповић, „Џандрљив муж";
- Срета, Јован Стерија Поповић, „Зла жена";
- Мирко Безар, З. Поповић, „Село Сакуле, а у Банату";
- Марко Свилокосић, Јаков Игњатовић, „Адам и берберин";
- Марко Вујић, Јован Стерија Поповић, „Лажа и паралажа";
- Доктор Дорн, Антон Павлович Чехов, „Галеб";
- Журден, Ж. Б. П. Молијер, „Грађанин племић";
- Вјекослав Хадровић, Мирослав Крлежа, „Вучјак";
- Живота Цвијовић, Бранислав Нушић, „Др";
- Јован, Коста Трифковић, „Љубавно писмо“...

## Телевизија
- Џандрљиви муж
- Филип на коњу - серија
- Бећарски дивани - серија
- Просек
- Салаш у Малом Риту (ТВ серија) - серија
- Тањир врућих чварака
- Шта се догодило са Филипом Прерадовићем - серија
- Размишљанка - измишљанка - серија
- Ми смо смешна породица - серија
- Било, па прошло - серија
- Госпођа министарка
- Швабица
- Вело мисто - серија
- Поп Ћира и поп Спира - серија
- Јевреји долазе

## Филм
- 1960. — Дилижанса снова
- 1961. — Избирачица
- 1966. — Орлови рано лете
- 1968. — Пусти снови
- 1968. — Свети песак
- 1973. — Самртно пролеће
- 1975. — Зимовање у Јакобсфелду
- 1975. — Хитлер из нашег сокака
- 1977. — Хајдучка времена
- 1981. — Широко је лишће

## Неке награде и признања
- више награда на Сусрету позоришта Војводине
- награда публике и Стеријина награда за улогу Мирка Безара у представи „Село Сакуле, а у Банату“, 1970. године
- награда за најбољу епизодну улогу на Данима комедије у Светозареву, 1976. године
- Октобарска награда Новог Сада, 1976. године
- „Искра културе“ Војводине, 1977. године
- седмојулска награда Србије, 1982. године
- Пулска арена на Фестивалу Југословенског играног филма